# Alejandro Acton
Alejandro José Acton (3 de junio de 1972, Juan Bautista Alberdi, Buenos Aires), es un ciclista argentino.
Gran parte de su carrera la ha realizado en Uruguay, defendiendo a los equipos de Alas Rojas de Santa Lucía y Dolores Cycles Club.

## Palmarés
1998
- 1 etapa Vuelta Ciclista del Uruguay

2000
- 2.º en Clasificación General Final Rutas de América

2001
- 2.º en Vuelta Ciclista del Uruguay

2002
- 1 etapa Rutas de América
- 2 etapas Vuelta Ciclista del Uruguay
- 3.º en  Vuelta Ciclista del Uruguay

2003
- 1 etapa Vuelta Ciclista de Chile

2004
- 3 etapas Tour de Korea

2005
- 2 etapas Vuelta Ciclista del Uruguay
- 3.º en  Vuelta Ciclista del Uruguay
- 3.º en 7a etapa Tour de Toona, Downtown
- 2.º en GP Mengoni-New York City
- 1.º en 3a etapa Green Mountain Stagerace, Voler Burlington Criterium

2023
- 1 etapa en Rutas de América